# Ion Cuțelaba
Ion Nicolae Cuțelaba, (Chișinău, 14 de dezembro de 1993) é um lutador profissional de artes marciais mistas que atualmente compete pelo UFC na categoria dos meio-pesados.

## Início
Nascido e criado em Chișinău, Cuțelaba começou a treinar wrestling quando era adolescente. Ele também competiu no Sambo e no judô, tornando-se campeão nacional em ambos.

## Carreira no MMA

### Ultimate Fighting Championship
Cuțelaba fez sua estreia no UFC contra Misha Cirkunov em 18 de junho de 2016 no UFC Fight Night: MacDonald vs. Thompson. Ele perdeu por finalização no terceiro round.
Cuțelaba enfrentou Jonathan Wilson em 1 de Outubro de 2016 no UFC Fight Night 96. Ele venceu por decisão unânime.
Cuțelaba em seguida enfrentou Jared Cannonier em 3 de Dezembro de 2016 no The Ultimate Fighter 24 Finale. Ele perdeu por decisão unânime. Ambos lutadores receberam o bônus de “Luta da Noite”.
Cuțelaba enfrentou Henrique da Silva em 11 de junho de 2017 no UFC Fight Night 110. Ele venceu por nocaute no primeiro round.
Ele enfrentou Gadzhimurad Antigulov em 28 de julho de 2018 no UFC on Fox: Poirier vs. Gaethje. Cuțelaba venceu por nocaute técnico no primeiro round.
Cuțelaba enfrentou Glover Teixeira em 27 de abril de 2019 no UFC Fight Night: Jacaré vs. Hermansson. Ele perdeu por finalização no segundo round.
Cuțelaba enfrentou Khalil Rountree Jr. em 28 de setembro de 2019 no UFC Fight Night: Hermansson vs. Cannonier. Ele venceu por nocaute técnico no primeiro round.
Cuțelaba enfrentou Magomed Ankalaev em 29 de fevereiro de 2020 no UFC Fight Night: Benavidez vs. Figueiredo. Ele perdeu por nocaute técnico no primero round. A vitória de Ankalaev foi muito controversa, pois o árbitro Kevin MacDonald interrompeu a luta acreditando que Cutelaba estava semi nocauteado, sendo que após a interrupção, Cutelaba em aparente bom estado reclamou muito com o árbitro.

## Cartel no MMA
| Cartel no MMA       |             |            |
| 27 lutas            | 16 vitórias | 9 derrotas |
| Por nocaute         | 12          | 3          |
| Por finalização     | 2           | 4          |
| Por decisão         | 2           | 1          |
| Por desqualificação | 0           | 1          |
| Empates             | 1           | 1          |
| No contest          | 1           | 1          |

| Res.    | Cartel     | Oponente              | Método                                    | Evento                                               | Data       | Round | Tempo | Local                    | Notas                                                                       |
| ------- | ---------- | --------------------- | ----------------------------------------- | ---------------------------------------------------- | ---------- | ----- | ----- | ------------------------ | --------------------------------------------------------------------------- |
| Derrota | 16-9-1 (1) | Kennedy Nzechukwu     | Nocaute (socos)                           | UFC Fight Night: Derrick Lewis VS. Sergey Spivak     | 20/11/2022 | 2     | 01:02 | Las Vegas, Nevada        |                                                                             |
| Derrota | 16-8-1 (1) | Johnny Walker         | Finalização (mata leão)                   | UFC 279: Diaz vs. Ferguson                           | 10/09/2022 | 1     | 4:37  | Las Vegas, Nevada        |                                                                             |
| Derrota | 16-7-1 (1) | Ryan Spann            | Finalização (guilhotina)                  | UFC on ESPN: Błachowicz vs. Rakić                    | 14/05/2022 | 1     | 2:22  | Las Vegas, Nevada        |                                                                             |
| Vitória | 16-6-1 (1) | Devin Clark           | Decisão (unânime)                         | UFC Fight Night: Smith vs. Spann                     | 18/09/2021 | 3     | 5:00  | Enterprise, Nevada       |                                                                             |
| Empate  | 15-6-1 (1) | Dustin Jacoby         | Empate (dividido)                         | UFC on ESPN: Reyes vs. Procházka                     | 01/05/2021 | 3     | 5:00  | Las Vegas, Nevada        |                                                                             |
| Derrota | 15-6 (1)   | Magomed Ankalaev      | Nocaute (socos)                           | UFC 254: Khabib vs. Gaethje                          | 24/10/2020 | 1     | 4:19  | Abu Dhabi                |                                                                             |
| Derrota | 15-5 (1)   | Magomed Ankalaev      | Nocaute Técnico (chute na cabeça e socos) | UFC Fight Night: Benavidez vs. Figueiredo            | 29/02/2020 | 1     | 0:38  | Norfolk, Virginia        |                                                                             |
| Vitória | 15-4 (1)   | Khalil Rountree Jr.   | Nocaute Técnico (cotoveladas)             | UFC Fight Night: Hermansson vs. Cannonier            | 28/09/2020 | 1     | 2:35  | Copenhage                |                                                                             |
| Derrota | 14-4 (1)   | Glover Teixeira       | Finalização (mata leão)                   | UFC Fight Night: Jacaré vs. Hermansson               | 27/04/2019 | 2     | 3:37  | Fort Lauderdale, Florida |                                                                             |
| Vitória | 14-3 (1)   | Gadzhimurad Antigulov | Nocaute Técnico (socos e cotoveladas)     | UFC on Fox: Alvarez vs. Poirier II                   | 28/07/2018 | 1     | 4:25  | Calgary, Alberta         |                                                                             |
| Vitória | 13-3 (1)   | Henrique da Silva     | Nocaute (socos)                           | UFC Fight Night: Lewis vs. Hunt                      | 11/06/2017 | 1     | 0:22  | Auckland                 |                                                                             |
| Derrota | 12-3 (1)   | Jared Cannonier       | Decisão (unânime)                         | The Ultimate Fighter: Tournament of Champions Finale | 03/12/2016 | 3     | 5:00  | Las Vegas, Nevada        | Luta da Noite.                                                              |
| Vitória | 12-2 (1)   | Jonathan Wilson       | Decisão (unânime)                         | UFC Fight Night: Lineker vs. Dodson                  | 01/10/2016 | 3     | 5:00  | Portland, Oregon         |                                                                             |
| Derrota | 11-2 (1)   | Misha Cirkunov        | Finalização (triângulo de mão)            | UFC Fight Night: MacDonald vs. Thompson              | 18/06/2016 | 3     | 1:22  | Ottawa, Ontario          | Estreia no UFC; Retornou aos Meio Pesados.                                  |
| Vitória | 11-1 (1)   | Malik Merad           | Nocaute (socos)                           | WWFC: Cage Encounter 4                               | 19/09/2015 | 1     | 0:08  | Paris                    | Luta no Peso Casado (209 lbs).                                              |
| Vitória | 10-1 (1)   | Vitali Ontishchenko   | Finalização (omoplata)                    | WWFC: Cage Encounter 3                               | 04/04/2015 | 1     | 2:37  | Kiev                     |                                                                             |
| Vitória | 9-1 (1)    | Yuri Gorbenko         | Nocaute Técnico (socos)                   | WWFC: Ukraine Selection 5                            | 28/02/2015 | 1     | 1:10  | Kiev                     |                                                                             |
| Vitória | 8-1 (1)    | Izidor Bunea          | Nocaute Técnico (socos)                   | WWFC: Cage Encounter 2                               | 13/12/2014 | 1     | 1:13  | Chișinău                 |                                                                             |
| Vitória | 7-1 (1)    | Alexandru Stoica      | Nocaute (soco)                            | WWFC: Cage Encounter 1                               | 14/06/2014 | 1     | 0:07  | Chișinău                 |                                                                             |
| Vitória | 6-1 (1)    | Constantin Padure     | Nocaute (soco)                            | CSA FC: Adrenaline                                   | 04/04/2014 | 1     | 1:05  | Chișinău                 |                                                                             |
| Vitória | 5-1 (1)    | Igor Gorkun           | Nocaute (soco)                            | GEFC: Battle on the Gold Mountain                    | 21/12/2013 | 1     | 0:28  | Uzhgorod                 |                                                                             |
| Derrota | 4-1 (1)    | Michał Andryszak      | Desqualificação (socos na nuca)           | CWFC 58                                              | 24/08/2013 | 1     | 4:07  | Grozny                   |                                                                             |
| NC      | 4-0 (1)    | Murod Hanturaev       | Sem resultado (mudado)                    | Alash Pride: Grand Prix 2013                         | 07/07/2013 | 1     | 0:24  | Almaty                   | Originalmente derrota de Cutelaba por nocaute; mudado após erro do árbitro. |
| Vitória | 4-0        | Anatoli Ciumac        | Nocaute Técnico (socos)                   | ECSF: Battle of Bessarabia                           | 24/03/2013 | 2     | 0:29  | Chișinău                 |                                                                             |
| Vitória | 3-0        | Igor Kukurudziak      | Finalização (omoplata)                    | ECSF: Adrenaline                                     | 14/12/2012 | 1     | 0:42  | Chișinău                 | Estreia nos Pesados.                                                        |
| Vitória | 2-0        | Julian Chilikov       | Nocaute (socos)                           | The Battle For Ruse                                  | 22/06/2012 | 1     | 0:25  | Ruse                     |                                                                             |
| Vitória | 1-0        | Daglar Gasimov        | Nocaute Técnico (socos)                   | CIS: Cup                                             | 05/04/2012 | 1     | 0:27  | Nizhny Novgorod          |                                                                             |